# Lali Espósito
Mariana "Lali" Espósito, född 10 oktober 1991, känd under artistnamnet Lali, är en argentinsk skådespelare, sångare, dansare, modell, och låtskrivare.
Espósito började sin karriär som skådespelare och sångare 2003 när hon började i en barnprogram-telenovela Rincón de Luz, av producenten Cris Morena. Detta följde hon upp med biroller i telenovelarna Chiquititas och Floricienta och med huvudrollen i Casi Ángeles.

## Filmografi
| År        | Titel               | Roll                         | Kommentar                                                         |
| --------- | ------------------- | ---------------------------- | ----------------------------------------------------------------- |
| 2003      | Rincón de Luz       | Malena "Coco" Cabrera        | Huvudroll                                                         |
| 2004-2005 | Floricienta         | Roberta Espinosa             | Huvudroll                                                         |
| 2006      | Chiquititas Sin Fin | Agustina Ross                | Huvudroll                                                         |
| 2007-2010 | Casi Ángeles        | Marianella Rinaldi           | Huvudroll                                                         |
| 2011      | Cuando Me Sonreís   | Milagros Rivas               | Huvudroll                                                         |
| 2012      | Dulce Amor          | Ana                          | Avsnitt 36                                                        |
| 2013      | Solamente Vos       | Daniela Costeau              | Huvudroll                                                         |
| 2015-2016 | Esperanza Mía       | Julia Albarracín / Esperanza | Huvudroll                                                         |
| 2017      | Showmatch           | Makeupförsäljare             | Cameoroll                                                         |
| 2018      | MTV Diary           | Sig själv                    | Special                                                           |
| 2018      | Sandro de América   | Reyna Ross                   | Avsnitt: "El Último Hombre en La Tierra" and "Todo Va a Estallar" |
| 2018      | Talento Fox         | Domare                       | Talangshow                                                        |

| År   | Titel                 | Roll           | Kommentar    |
| ---- | --------------------- | -------------- | ------------ |
| 2012 | La pelea de mi vida   | Belén Estévez  | Huvudroll    |
| 2013 | Teen Angels, El Adiós | Sig själv      | Concert film |
| 2014 | A Los 40              | Melissa        | Huvudroll    |
| 2016 | Me casé con un boludo | Sig själv      | Cameoroll    |
| 2016 | Permitidos            | Camila Boecchi | Huvudroll    |
| 2018 | Acusada               | Dolores Dreier | Huvudroll    |

## Diskografi
- A Bailar (2014)
- Soy (2016)
- Brava (2018)

## Konsertturnéer
Huvudnummer
- A Bailar Tour (2014–16)
- Soy Tour (2016–2017)
- Lali en Vivo (2017–2018)
- Brava Tour (2018–TBA)

Förband
- The Prismatic World Tour  (2015)
- The 7/27 Tour  (2016)
- One World Tour  (2016)
- Witness: The Tour  (2018)